# Ахмед Обейд бин Дахр
Ахмед Обейд бин Дахр (араб. أحمد عبيد بن دغر‎; род. 2 декабря 1952, Шибам, Йеменское Мутаваккилийское королевство) – йеменский политический и государственный деятель, премьер-министр Йемена в изгнании с 4 апреля 2016 по 18 октября 2018 года.

## Биография
В 1990-е годы избирался депутатом Палаты представителей страны, был членом Йеменской социалистической партии.
После гражданской войны в Йемене в 1994 году покинул Йемен. Вернулся на родину в 2006 году и вступил в правящую партию – Всеобщий народный конгресс Йемена.
Был назначен министром связи и технологий Йемена (2011—2014).
Во время гражданской войны в Йемене поддерживал будущего президента Абд-Раббу Мансура Хади, который в 2014, а затем в августе 2015 года назначил его заместителем премьер-министра (2014 и 2015—2016).
В апреле 2016 года занял кресло премьер-министра Йемена и приступил к формированию «кризисного правительства».
В июне 2016 года его правительство переехало в Аден, временную столицу, поскольку повстанцы продолжали править Саной.
Летом правительственные силы при поддержке возглавляемой Саудовской Аравией коалиции вытеснили шиитских повстанцев и их союзников из Адена и четырех других южных провинций.
В сентябре 2016 года, восемь из тридцати двух министров вернулись в Аден, в то время как остальная часть правительства переехала позднее в Мариб.
Президент Йемена Абд аль-Раб Мансур аль-Хади, отправил в отставку премьер-министра Ахмеда бин Дахра, заявив, что против действующего премьер-министра будет начато расследование по обвинению в «халатности его правительства в экономических вопросах».